# Сысертское (озеро)
Сысертское — озеро в Сысертском городском округе Свердловской области. Площадь водной поверхности 1,6 км². Уровень уреза воды 324,5 м. Находится на территории природного парка Бажовские места.
Озеро расположено в малонаселённой местности, ближайший населённый пункт - расположенная в 9 км южнее, на берегу озера Иткуль деревня  Даутово Челябинской области, из которой на Сысертское ведёт дорога. Озеро проточное, вытекает река Сысерть (в верховьях именуется Полдневая Сысерть). Северо-западнее в нескольких километрах находится гора Копаная. На южном берегу озера — кордон Сысертский и база отдыха.  Берега озера покрыты лесом, частично заболочены. Водятся щука, карась, окунь, чебак, гольян, гнездится водоплавающая птица. 

## Данные водного реестра
По данным государственного водного реестра России озеро Сысертское относится к Иртышскому бассейновому округу, речной бассейн — Иртыш, речной подбассейн — Тобол (российская часть бассейна), водохозяйственный участок — Исеть от города Екатеринбурга до впадения реки Течи.